# Blow Up (The Primitives)
Blow up (sottotitolo L'irresistibile complesso inglese dal magico suono) è il primo album del gruppo inglese dei The Primitives, pubblicato in Italia nel 1967.

## Il disco
È un disco che fa seguito a un 45 giri uscito poche settimane prima e subito di gran successo, contenente la cover di un brano dei Young Rascals, I Ain't Gonna Eat My Heart Anymore, a cui Sergio Bardotti e Luigi Tenco hanno scritto un testo in italiano, intitolato Yeeeeeeh!; è contenuto nell'album anche Every Minute of Every Day, brano pubblicato come 45 giri in Inghilterra l'anno prima, e una versione di Gimme Some Lovin' degli Spencer Davis Group.
Il disco spazia dal beat al rock and roll, dal rhythm'n'blues di Gira gira (cover di Reach out I'll Be There dei Four Tops all'hard rock di L'ombra di nessuno (cover di Standing in the Shadows of Love, sempre dei Four Tops).
La copertina raffigura una foto dei quattro membri con il bassista Jay con una scopa in mano; la foto è riprodotta in vari formati sovrapposti, su sfondo rosso.
La produzione del disco è di Alberico Crocetta, mentre gli arrangiamenti sono degli stessi Primitives.
Il disco, stampato dalla Piper Club (distribuita dalla ARC, casa discografica satellite della RCA Italiana) è stato ristampato nel 1989 dalla Contempo.

## Tracce
Lato A
1. Gimme Some Lovin' (Steve Winwood) - 4:18
2. L'ombra di nessuno (Standing in the Shadows of Love) (testo italiano di Giuseppe Cassia; testo e musica originale di Dozier-Holland) - 2:58
3. No Response (Andersen) - 3:05
4. Johnny no (Thunder'n lightnin') (testo italiano di Luigi Tenco e Sergio Bardotti; testo e musica originale di Hoyt Axton) - 3:08
5. Cara Lin (Feldman-Goldstein-Gotteher) - 3:30
6. Yeeeeeeh! (I Ain't Gonna Eat My Heart Anymore) (testo italiano di Luigi Tenco e Sergio Bardotti; testo e musica originale di Pamela Sawyer e Lori Burton) - 3:10

Lato B
1. Gira, gira (Reach Out I'll Be There) (testo italiano di Giuseppe Cassia; testo e musica originale di Dozier-Holland) - 3:07
2. Every Minute of Every Day (Catana-Trimachi) - 2:15
3. Mister Haertache (Jay Roberts) - 2:17
4. Ma beata te (Giuseppe Cassia/Jay Roberts) - 3:07
5. Sookie, Sookie (Don Covay) - 2:49
6. Mohair Sam (Charlie Rich) - 2:42

## Formazione
- Mal, pseudonimo di Paul Bradley Couling (Llanfrechfa, Regno Unito, 27 febbraio 1944) - voce solista
- Dave Sumner - chitarre
- Jay Roberts, pseudonimo di Geoffrey Robert Farthing (Clevdon Summerset, 4 febbraio 1946 - 21 settembre 1995) - basso
- Pick Withers - batteria